# Wera Apollonowna Obolenskaja
Wera Apollonowna Obolenskaja (russisch Вера Аполлоновна Оболенская; französische Form Véra Obolensky; Kampfname Vicky) (* 11. Junijul. / 24. Juni 1911greg. in Moskau; † 4. August 1944 in Berlin-Plötzensee) war eine russische Widerstandskämpferin der Résistance.

## Leben
Obolenskaja war die Tochter des früheren Vizegouverneurs von Baku Apollon Apollonowitsch Makarow († 1953). Sie lebte mit ihrer Familie seit 1920 in der französischen Emigration. Nach Beendigung der Schule arbeitete sie als Model, später als Sekretärin. 1937 heiratete sie Nikolai Alexandrowitsch Obolenski (1900–1979), der einer ehemaligen russischen Fürstenfamilie entstammte.
Zu Beginn der Okkupation Frankreichs durch Deutschland 1940 trat sie der Résistance bei und wurde Mitglied einer Widerstandsgruppe. Diese Gruppe nannte sich nach dem Zusammenschluss mit einer anderen Gruppe Organisation Civile et Militaire (OCM). Im Untergrund wurde sie „Vicky“ (russisch „Вики“/„Wiki“) genannt. Die ОСМ beschäftigte sich mit Aufklärung und organisierte die Flucht britischer Kriegsgefangener. Obolenskaja war Generalsekretärin der Organisation. Sie organisierte die Verbindung zu anderen illegalen Gruppen und koordinierte gemeinsame Aktionen. 1943 begann die Organisation mit sowjetischen Kriegsgefangenen zusammenzuarbeiten. Die Nazis versuchten, einen Agenten in die Organisation zu schleusen, aber dank Vicky scheiterte der Versuch. Seit Juni 1943 war sie auch bei den Partisanen der Forces françaises libres in der Groupe de Dourdan aktiv und organisierte die Union des Patriotes Russes.
Wera Obolenskaja wurde am 17. Dezember 1943 in einer konspirativen Wohnung verhaftet. Im Gefängnis gelang es ihr lange Zeit, die Gestapo zu täuschen, später machte sie überhaupt keine Aussagen mehr. Im Juli 1944, nach der Landung der Alliierten in der Normandie, wurde Obolenskaja in das Frauengefängnis Barnimstraße in Berlin überführt. Am 4. August 1944 wurde sie im Strafgefängnis Plötzensee enthauptet. Nach der Hinrichtung wurde der Körper an den Anatom Hermann Stieve überstellt, der diesen für seine Forschungen zur Funktionsweise der Monatsblutung nutzen durfte. Die daraus gewonnenen anatomischen Präparate wurden erst am 13. Mai 2019 nach dem späten Auffinden in Stieves Nachlass auf dem Dorotheenstädtischen Friedhof in Berlin bestattet.

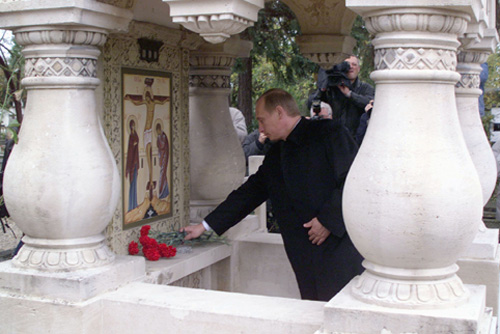
Wladimir Putin an der Gedenktafel für Wera Obolenskaja (2000)

Eine Gedenktafel erinnert am Monument aux combattants russes auf dem russischen Friedhof von Sainte-Geneviève-des-Bois bei Paris an Wera Apollonowna Obolenskaja.

## Auszeichnungen
- Orden des Vaterländischen Krieges I. Klasse
- Croix de guerre mit Palmenzweig
- Médaille de la Résistance
- Chevalier de la Légion d’Honneur